# Plop en Prins Carnaval
Plop en Prins Carnaval is een Belgische tv-special van Kabouter Plop, in het thema carnaval.

## Verhaal
Lui komt Kwebbel een brief bezorgen. Daarin staat dat zij in het carnavalscommitté zit. Dat gezelschap bepaalt wie Prins Carnaval wordt tijdens kaboutercarnaval. De kabouters willen de titel in eerste instantie aan Lui toekennen, maar dan worden er plotseling veel grappen uitgehaald door iemand die wel erg op Lui lijkt. Wat de kabouters niet weten, is dat Klus er voor iets tussen zit.

## Cast
- Kabouter Plop: Walter De Donder
- Kabouter Kwebbel: Agnes De Nul
- Kabouter Lui: Chris Cauwenberghs
- Kabouter Klus: Aimé Anthoni
- Kabouter Smul: Luc Caals
- Kabouter Smal: Hilde Vanhulle

## Plop vertelt
Net als bij de special Plop en de Kabouterpaashaas bevat ook de dvd van deze special een aantal door Plop vertelde verhaaltjes. Bij de dvd zijn de volgende verhaaltjes ingevoegd:
1. Balonnen
2. Bloemen voor Kwebbel
3. Cadeautjes
4. De slinger
5. De verrassing
6. Een nieuwe kaboutermuts
7. Een ring voor Kwebbel
8. Een taart voor Plop
9. Het feestje
10. Klus is nieuwsgierig